# چسبندگی (زمین‌شناسی)
چسبندگی (به انگلیسی: Cohesion) یکی از بحث‌های مورد توجه در مقاومت برشی سنگ و خاک است این ویژگی وابسته به اصطکاک میان دانه‌های خاک نیست.
سه چیز عامل ایجاد چسبندگی در خاک  است:
1. نیروهای الکتروستاتیک در رس‌های پیش‌تحکیم یافته و سخت شده. (در اثر هوازدگی این نیرو از بین می‌رود.)
2. سیمانی شدن بوسیلهٔ Fe۲O۳ و CaCO۳ و NaCl و...
3. ریشهٔ گیاهان (این عامل می‌تواند در اثر آتش‌سوزی یا کنده شدن ریشه‌ها از بین برود)

همچنین ممکن است چسبندگی ظاهری در خاک دیده شود. این می‌تواند به دلایل زیر باشد:
1. فشار مویینگی منفی (در اثر مرطوب شدن از دست خواهد رفت)
2. فشار آب حفره‌ای که در اثر بارگذاری زه‌کشی نشده ایجاد می‌شود. (با گذر زمان از بین می‌رود.)

## منبع
- فرهنگ زمین‌شناسی کالینز